# San Pedro Loma Larga
San Pedro Loma Larga är en ort i Mexiko.   Den ligger i kommunen San Andrés Paxtlán och delstaten Oaxaca, i den sydöstra delen av landet, 500 km sydost om huvudstaden Mexico City. San Pedro Loma Larga ligger 1 962 meter över havet och antalet invånare är 171.
Terrängen runt San Pedro Loma Larga är kuperad norrut, men söderut är den bergig. Runt San Pedro Loma Larga är det glesbefolkat, med 16 invånare per kvadratkilometer. Närmaste större samhälle är Miahuatlán de Porfirio Díaz, 17,5 km norr om San Pedro Loma Larga. I omgivningarna runt San Pedro Loma Larga växer huvudsakligen savannskog.